# نادي أوديسا
نادي أوديسا هو نادي كرة قدم أوكراني أٌسس عام 1944. يلعب النادي في الدوري السوفيتي الدرجة الثانية.